# Прибуткові будинки Веліканова і Свінцицького
Прибуткові будинки Веліканова і Свінцицького — пам'ятка архітектури в Одесі. Будинки розташований на розі вулиці Павла Зеленого і Новосельського. Споруди внесені до Реєстру пам'яток культурної спадщини Одеси як пам'ятки архітектури місцевого значення (охоронний номер 363-Од)..

## Історія
У 1898 році ділянка № 2 належала Г. Сігалу, а її площа становила 234 кв. саж., у 1900 році ділянку придбав Н. Рейдер. Між 1902 та 1903 роками південна частина ділянки була відокремлена і продана розподілена на дві частини і продана Т. Соколову. Нова ділянка отримала № 4 і таким чином нумерація на вулиці була зсунута. Між 1906 та 1907 роками ділянку № 2 придбала С. Лобова, а ділянку № 4 придбав інженер Віктор Іванович Свінцицький. Між 1908 та 1909 роками В. І. Свінцицький придбав також і ділянку № 2. У 1912 році на його замовлення за проектом цивільного інженера Ф. Е. Кюнера у єдиному стилі були реконструйовані старі будівлі і споруджені нові. Між 1912 та 1913 роками ділянка № 2 була продана спадковому почесному громадянину Володимиру Костянтиновичу Веліканову.
У будинку за адресою Павла Зеленого, 2 проживали учитель Марк. Іл. Валуца, біржовий маклер Осип Борухович Френкель. За адресою Павла Зеленого, 4 були розташовані бакалійна крамниця І. Склярського і одна з численних пивних крамниць Матільди Людвіговни Кемпе, за той же адресою проживали: Є. К. Баєва, працівник головної складської митниці, колезький асесор Михайло Станіславович Бранік, шкільний учитель Іван Георгійович Славкін, працівниця товариства «В. Т. Пташников» Ніна Миколаївна Тандітна, лікар жіночих та акушерських внутрішніх хвороб Євген Михайлович Клейн.

## Архітектура
На ділянці розташовано принаймні три споруди, які відрізняються дворовими фасадами та рівнями поверхів. Ззовні ж всі споруди виглядають як єдине ціле Кутовий будинок, що знаходиться на ділянці № 2 виглядає з подвір'я більш досконалим, можливо був побудований у 1912 році. У будинку влаштовано два парадних під'їзди, один з них розташований у кутовій частині будинку із входом з боку вулиці Вулиця Павла Зеленого. Завдяки складній формі споруди у ньому влаштований довгий вестибюль у формі дуги із сходами. Як огорожа використані огорожі у стилі модерну, аналогічний дизайн можна зустріти у будинку Ламзакі на Кінній вулиці, 12 та будинку Наума на Військовому узвозі, 3. На стику крил розташований службовий під'їзд із входом з боку подвір'я. У під'їзді встановлені бетоні сході із простими огорожами сходів оригінального дизайну. Вікна під'їзду розташовані з боку вулиці Новосельського. Інший під'їзд розташований у крилі по вулиці Новосельського у південного краю будинку № 2. Вхід до під'їзду і його вікна розташовані з боку вулиці Новосельського, вхід до нього станом на 2014 рік є замурованим, а простір під'їзду використовується жильцями як склад побутових речей. З боку вулиці Новосельського на першому поверсі будинку влаштовані приміщення магазинів. На вулиці Павла Зеленого, на ділянці № 4, розташований будинок кінця XIX ст. з аркою проїзду у його північного краю. У арці розташовані дві брами, стара брама пересунута у середину арки, а нова, що була встановлена під час реконструкції 1912 року, розташована ближче до вулиці. У плані будинок Г-подібний, задній фасад прикрашений масивними викладеними з каменю тягами. З боку вулиці Новосельського на ділянці № 4 розташований простий триповерховий будинок, що був споруджений у ІІ-й половині XX ст. Вхід до його квартир після реконструкції 1912 року передбачався з під'їзду з боку Новосельського, який нині не використовується за призначенням. Замість нього основним під'їздом є колишній службовий під'їзд з металевими сходами і чавунними перилами. Також з даного під'їзду можливо потрапити до квартир будинку розташованого на вулиці Павла Зеленого.
Оздоблення вуличних фасадів виконано у суміші стилів модерну та ретроспективізму у формах притаманній німецькомовним країнам Європи. Привертають увагу ліпні вінки та фільонки з канелюрами, на осях сходових кліток розташований декор рослинного характеру. Також заслуговують металеві огорожі приямків. Найбільшу виразність будинку надає його клиноподібна форма. Кутова частина підкреслена еркером та куполом, останній прикрашає скульптура орла, що є подібною до скульптур у будинках Ламзакі на Кінній вулиці і будинку Раллі на Італійській, 7. Під еркером розташований вхід до одного з магазинів першого поверху.